# Chimy Ávila
Luis Ezequiel Ávila Caballero (Rosário, 6 de fevereiro de 1994) é um jogador de futebol profissional argentino que atua como atacante no Betis.

## Carreira

### Tiro Federal
Embora tenha atuado nas categorias de base do Boca Juniors, Chimy estreou profissionalmente pelo Tiro Federal, aos dezesseis anos, na segunda divisão do campeonato argentino, no dia 11 de dezembro de 2010, na vitória por 4–1 sobre o Ferro Carril. Antes de estrear, naquele mesmo ano, ele havia viajado para a Espanha para um teste no Espanyol, equipe então comandada por seu compatriota Mauricio Pochettino. Lá, ele ganhou seis meses de experiência no Espanyol entre janeiro e junho de 2010, após os quais retornou à Argentina devido à sua juventude. Permaneceu no Tiro Federal até 2013, depois de ter disputado mais de 50 partidas e marcado 7 gols em sua primeira etapa profissional.

### San Lorenzo
Em fevereiro de 2015, Chimy assinou contrato com o San Lorenzo por três temporadas. Estreou em um amistoso de pré-temporada e marcou um dos gols em que o time de Edgardo Bauza venceu o Almagro por 7–2. Sua estreia oficial no time do San Lorenzo aconteceu no dia 19 de abril de 2015, na derrota por 1–0 contra o Aldosivi em Mar del Plata, entrando aos 36 minutos do segundo tempo. Três dias depois, estreou na Copa Libertadores de 2015 contra o Danubio do Uruguai, jogando todo o segundo tempo. Marcou seu primeiro gol oficial pelo San Lorenzo no dia 18 de abril de 2016 no empate em 1–1 contra a LDU, pela fase de grupos da Libertadores do mesmo ano, aos 35 minutos do segundo tempo.

### Huesca
Em agosto de 2017, Chimy foi emprestado ao Huesca, conseguindo o acesso à Primeira Divisão. Em junho de 2018, Huesca e San Lorenzo concordaram em prorrogar o empréstimo do jogador por mais uma temporada. Em 27 de agosto, marcou seu primeiro gol na primeira divisão espanhola no empate em 2–2 com o Athletic Bilbao, em San Mamés. Estreou na La Liga na vitória fora de casa contra o Eibar por 2–1.

### Osasuna
Em 27 de junho de 2019, o Osasuna oficializou a contratação de Chimy até 2023, em troca de 2,7 milhões de euros. Estreou pelo clube marcando o único gol da vitória fora de casa contra o Leganés, em 17 de agosto.
Em janeiro de 2020, Ávila sofreu uma lesão no joelho esquerdo, ficando afastado pelo restante da temporada. Em setembro, após estar perto de retornar, ele sofreu a mesma lesão no joelho direito. Ávila voltou da lesão em março de 2021, e jogou sua primeira partida após 435 dias afastado em 3 de abril, um empate em casa por 0–0 contra o Getafe.

### Betis
No dia 1 de fevereiro de 2024, Chimy Ávila assinou pelo Betis até 2026, em uma transferência de quase 6 milhões de euros. Estreou oito dias depois pelo clube andaluz na vitória fora de casa contra o Cádiz por 2–0. Marcou pela primeira vez no dia 25 do mesmo mês, na vitória contra o Athletic Bilbao em casa por 3–1.

## Vida pessoal
Chimy cresceu no bairro Empalme Graneros, no noroeste da cidade de Rosário, em um ambiente difícil onde tanto o crime quanto as drogas faziam parte de seu meio. Seus pais se separaram quando ele era pequeno, então sua mãe cuidou de seus nove irmãos. Com todas essas condições, Chimy encontrou no futebol uma rota de fuga.
Seu irmão Gastón também joga futebol. Ele é apelidado de Chimy, abreviação de chimichurri, apelido dado por seu pai devido à sua hiperatividade. Quando jogava pelo Osasuna, ele foi apelidado de Tximist, palavra em basco que significa relâmpago, devido a sua velocidade. Chimy é torcedor do Rosario Central, e tem tatuado o escudo do clube. Casou-se com sua esposa aos dezoito anos, que conheceu quando tinha quatorze e ela dezessete. Eles têm duas filhas: Eluney e Shoemi.
Pouco depois de completar dezenove anos, no final de fevereiro de 2013, Chimy foi afastado do Tiro Federal após ser preso, acusado de roubo pelo próprio clube, em caso em que foi absolvido e declarado inocente anos depois. Este episódio teve consequências fatais não só na sua vida, mas também na sua carreira esportiva: abandonou o futebol e foi obrigado a trabalhar como catador, até encontrar trabalho como operário numa fábrica de demolição. Naquela época, apesar de estar afastado do futebol, a obra social do Sindicato dos Jogadores do Futebol Argentino continuou a ajudá-lo financeiramente por um tempo dada a situação que sofria, à qual se somava a grave doença que sua filha Eluney sofreu assim que ela nasceu. Dez dias depois de seu nascimento, ela foi infectada por um vírus no trato respiratório, por isso teve que ficar dois meses internada em uma clínica particular. Nesse período, ela sofreu duas paradas cardiorrespiratórias. Em uma entrevista ao Diario de Navarra, Chimy disse:

Me ajoelhei na beirada da cama e comecei a chorar. Falei para Deus: se o senhor salvar minha filha, vou mudar minha vida. Foi o que eu disse a Ele. Minha esposa veio comigo e nós dois choramos. No dia seguinte, a gente foi para a clínica (...) tinham transferido ela para a enfermaria (...) lhe deram alta no dia seguinte e nós fomos embora.
A recuperação da filha e a ajuda recebida o levaram a uma segunda chance no futebol, para a qual passou a treinar com um preparador físico, enquanto conciliava com seu trabalho no canteiro de obras. Logo conseguiu um teste para as categorias inferiores do San Lorenzo, e depois tentou a sorte nos Estados Unidos com o Seattle Sounders.

## Títulos
San Lorenzo
- Supercopa Argentina: 2015[7]